# Ephippion guttifer
Ephippion
Genre
Espèce
Statut de conservation UICN

 LC  : Préoccupation mineure
Ephippion guttifer, unique représentant du genre Ephippion, est une espèce de poissons marins et d'eau saumâtre de la famille des Tetraodontidae.

## Description
Ephippion guttifer peut mesurer jusqu'à 80 cm de longueur totale mais sa taille habituelle est d'environ 55 cm. Son poids maximal enregistré est de 4,3 kg. Ce poisson de nourrit de crabes, d'échinodermes et de mollusques.

## Répartition
Ce poisson se rencontre depuis l'Ouest de la mer Méditerranée et tout le long des côtes africaines jusqu'aux environs de la province de Benguela en Angola. Il est commun dans les eaux côtières peu profondes et, également, dans les estuaires, les baies et les lagons, ainsi que dans les stations de chalutage en haute mer et ce entre 10 et 100 m de profondeur.

## Systématique
Le nom valide complet (avec auteur) de ce taxon est Ephippion guttifer (Bennett, 1831).
L'espèce a été initialement classée dans le genre Tetrodon sous le protonyme Tetrodon guttifer Bennett, 1831,.
Ce taxon porte en français les noms vernaculaires ou normalisés suivants : Compère à Points Blancs, Faux Perroquet, Perroquet, Poisson Lampe, Poisson-globe, Tétraodon, Tétraodon à points blancs.
Ephippion guttifer a pour synonymes :
- Ephippion guttiferum (Bennett, 1831)
- Ephippion maculatum Bibron, 1855
- Hemiconiatus guttifer (Bennett, 1831)
- Tetraodon guttifer (Bennett, 1831)
- Tetrodon guttifer Bennett, 1831

Le genre Ephippion a été créé en 1855 par Gabriel Bibron

### Étymologie
Son épithète spécifique, du latin gutta, « goutte », et fero, « porter », fait référence aux taches blanches sur le dessus de son corps.

### Publication originale
- (en) Edward Turner Bennett, « A collection of fishes … presented to the Society by Captain Belcher, R.N., … formed during his recent survey of part of the Atlantic coast of northern Africa », Proceedings of the Committee of Science and Correspondence of the Zoological Society of London, Londres, vol. 1,‎ 1831, p. 145-148 (lire en ligne, consulté le 16 décembre 2024).